# Joseph Welzenbacher
Joseph Welzenbacher (Monaco di Baviera, ... – ...; fl. XIX secolo) è stato un pistard tedesco.
Partecipò alle gare di ciclismo delle prime Olimpiadi moderne che si svolsero ad Atene nel 1896, nella 12 ore su pista, dove si ritirò alla 3ª ora, e nei 100 kilometri, ritirandosi anche in questa gara.